# Горње Село (Призрен)
Горње Село (алб. Gornjasellë) је насељено место у општини Призрен на Косову и Метохији. Према попису становништва из 2011. у насељу је живело 292 становника.

## Положај и географија
Насеље се налази у јужној Метохији, део је Средачке жупе и релативно је разбијеног типа. Удаљено је 18 километара источно од Призрена. Окружено је планинским венцем Шар планине. Јужно уз граничну линију са Северном Македонијом, издиже се масив Гужибаба, југоисточно је потез Пескови, а источно је планинска коса Деведеница. Североисточно је планински превој Превалац, Са северне стране села простире се планински масив Ошљак. Кроз село протиче Призренска Бистрица. Такође, кроз село пролази магистрални пут Призрен – Брезовица.

## Историја
Горње Село се први пут помиње у светоарханђелској повељи српског цара Стефана Душана из 1348. године.
У селу се налази гробљанска црква Светог Ђорђа. Делом очуване фреске рад су призренских мајстора из 16. и 17. века. Сачувано је и неколико доста оштећених икона из 17. века. Занимљив је тимпанон над јужним вратима. Рађен је у једном комаду камена, на коме су у плитком рељефу уклесани расцветали крст и две симетрично постављене птице. Овај тимпанон представља далеки и позни одсјај некада богато скулптованих средњовековних портала.
У месту је 1900. године прослављена школска слава Св. Сава. Парох поп Никола Андрејевић је у српској школи пререзао славски колач са црквено-школским тутором Стојком Максимовићем. Учитељ је изговорио светосавску беседу. У школски фонд се сабрало од присутних 1011 гроша.
Интересанатно за ово село, као и за целу Средачку жупу да је мушко становништво од периода када је село потпало под Турску власт па до ослобођења 1912. године одлазило на печалбу у прекоокеанске земље.

## Становништво
Према попису из 2011. године, Горње Село има следећи етнички састав становништва:
| Националност | 2011.        |
| Бошњаци      | 268 (91,78%) |
| Албанци      | 12 (4,11%)   |
| Срби         | 9 (3,08%)    |
| остали       | 3 (1,03%)    |
| Укупно       | 292          |

| Демографија | Демографија | Демографија |
| Година      | Становника  | Становника  |
| ----------- | ----------- | ----------- |
| 1948.       | 706         |             |
| 1953.       | 746         |             |
| 1961.       | 652         |             |
| 1971.       | 448         |             |
| 1981.       | 364         |             |
| 1991.       | 361         |             |
| 2011.       | 292         |             |

### Порекло становништва
Село је 1947. године имало 100 кућа: Срби православци (29 кућа) и Муслимани (71 кућа ). Преци свих родова су стари досељеници из околине Призрена, са Косова, из Кичева и околине Скопља.
До 1999. године српско становништво је углавном живело у Горњој махали, док су на улазу у село, у Доњој махали већином живели муслимани. Сада, у донекле обновљеним кућама живи само седам српских породица, са по једним или два члана, углавном старијих људи. Већински живаљ чине Муслимани. У селу се још увек могу видети порушене српске куће.